# Пименов, Марк Пименович
Марк Пи́менович Пи́менов (1799—1865) — российский общественный деятель, градоначальник Петрозаводска, купец 1-й гильдии, благотворитель, первый почётный гражданин Петрозаводска, коммерции советник.

## Биография
Родители — приписные крестьяне-вепсы, обвенчались в 1796 году. Марк стал первенцем в семье. Позднее родились четыре младших брата — Григорий, Назарий, Иван, Николай и две сестры — Ксения и Анна. Фамилия Пименовы утвердилась за родом, начиная с Марка Пименовича и его братьев. Систематического образования не получил, в учебных заведениях не обучался.
Начинал карьеру приказчиком у дяди — торгующего крестьянина Шокшинского прихода Павла Воропайкина, занимавшегося добычей и поставками шокшинского малинового кварцита в Санкт-Петербург. С начала 1820-х годов Марк проживал в Санкт-Петербурге. После кончины в 1825 году Воропайкина, унаследовал его дело и часть капитала.
В 1836 году записался в столичное купечество по 1-й гильдии.
Исполнял государственные и частные подрядные контракты по добыче и поставке строительного камня для строительства зданий, мостов и набережных в Санкт-Петербурге, а также крепостных сооружений в Кронштадте. В январе 1841 года выступил единственным порядчиком реконструкции Аничкова моста в Санкт-Петербурге. За «отличное и особенное усердие» по постройке моста Пименов был награждён золотой медалью «За усердие» на Александровской ленте. В дальнейшем выступал подрядчиком строительства фортификационных сооружений Кронштадта, таких как батарея «Князь Меншиков», форт «Рисбанка», Николаевская батарея форта «Кроншлот», доки канала Петра I.
В ноябре 1842 года перевёлся в купечество Петрозаводска по 1-й гильдии, переехал из Санкт-Петербурга в Петрозаводск. Вёл хлебную торговлю, владел речными и озёрными судами.
Известен как крупнейший в Олонецкой губернии благотворитель.
Построил за свой счёт в Петрозаводске на Соборной площади вблизи Общественного сада — двухэтажное деревянное здание на каменном фундаменте первого в Олонецкой губернии детского приюта с ночлежным отделением, домовою церковью и театральным залом. Приют был открыт 21 апреля 1849 года и первоначально, согласно высочайшему распоряжению, назывался «Пименовским». Дети из малоимущих семей Петрозаводска обучались в приюте грамоте, церковной истории и хоровому пению. Кроме этого, мальчики-воспитанники обучались ремёслам, девочки — вышиванию. Занятия проходили с восьми утра до шести часов вечера. С 1855 года в память об императоре Николае I был переименован в «Николаевский». С 1849 по 1862 год приют содержался на средства Марка Пименова, а в дальнейшем финансировался за счёт специального губернского налога и частных пожертвований. За время существования детского приюта в 1849—1918 годах в нём получили образование более тысячи детей-сирот и детей из малоимущих семей.
В 1840-х годах построил и передал в дар петрозаводскому магистрату три здания в Петрозаводске для размещения губернских и городских присутственных мест, с условием перечисления постойной платы в фонд созданного городского детского приюта.
В родном селе Шокша в 1842 году М. П. Пименов построил каменный храм во имя Николая Чудотворца по проекту губернского архитектора Василия Тухтарова.
В 1849 году указом Правительствующего сената М. П. Пименову, первому из петрозаводчан, было присвоено звание Почётного граждананина Петрозаводска и «коммерции советника».
В 1852—1854 годах построил за свой счёт для городской богадельни новое здание с церковью и двумя флигелями для хозяйственных нужд и передал здание в дар городу.
В 1853—1854 годах занимал пост городского головы Петрозаводска. Пожертвовал городу приобретённые за свой счёт фонари уличного освещения.
В 1854 году построил за свой счёт и передал в дар городскому магистрату капитальный мост длиной 100 м через реку Лососинка (в створе современной улицы Луначарского).
Пожертвовал основную сумму для строительства каменного Крестовоздвиженского храма на Зарецком кладбище Петрозаводска.
В Благовещенском Ионо-Яшезерском монастыре на его личные средства в 1854—1855 годах был построен каменный Храм во имя Преображения Господня с колокольней. За его счёт были выполнены иконы для трёхъярусного иконостаса Преображенского храма. В 1855—1856 годах Марк Пименович построил в монастыре братскую трапезную с кухней, приезжий дом для почётных посетителей и мукомольную мельницу.
Был награждён орденом Святой Анны 3-й степени, Орденом Святого Станислава 2-й степени, тремя золотыми медалями «За усердие».
В 1862 году здоровье Пименова резко ухудшилось. После длительной тяжёлой болезни он скончался 20 апреля 1865 года. Согласно последней воле, его
похоронили на Зарецком кладбище Петрозаводска возле Крестовоздвиженского собора.

## Семья
Жена — Матрёна Тимофеевна (1801—1874). Детей не имели. Усыновили племянника Ефима Пименова, который унаследовал капитал и дело М. П. Пименова.